# 公孫弘
公孫 弘（こうそん こう、紀元前200年 - 紀元前121年）は、前漢の人。字は李、または次卿。菑川国薛県の人。

## 略歴
若いころは獄吏だったが罪があって罷免された。家は貧しく、海のほとりで豚を飼って生活した。40歳を過ぎて『春秋』・『雑説』を学んだ。
武帝が即位したばかりのころ、賢良文学の士を招聘したが、その際、60歳の公孫弘も賢良として徴用されて博士となった。匈奴への使者となって帰還し、報告をしたが武帝の意向に沿わないことがあり、武帝は能力が無いと思った。公孫弘は病気を理由に辞職し故郷に帰った。
元光5年（紀元前130年）、また賢良文学の士の徴用があったが、菑川国では再度公孫弘を推薦した。公孫弘は以前能力不足とされて辞めた身であるからと辞退したが、国はそれでも彼を推薦した。武帝の諮問に回答するという試験を行ったところ、所管する太常は成績を下位に付けたが、武帝は公孫弘を第一等に抜擢した。面会したところ容貌が大変麗しかったので博士を命じた。
当時、西南夷への道が通じ、蜀ではそのことで大変苦しんでおり、公孫弘はそのことを視察する使者となった。帰還すると、西南夷の事業を止めるべきと進言したが、武帝は聞かなかった。朝廷で会議があると、両案を提示し、結論は武帝に決めさせるようにし、強く争うことはしなかった。武帝は彼が慎み深く、弁論に長け、事務仕事に詳しく、儒学でそれを飾ることが出来ることを知って喜び、彼を左内史にした。
公孫弘が上奏するときは、朝廷で論争せず、主爵都尉の汲黯に先に切り出させ、自分はその後押しをするようにしたので、武帝は喜び、重んじられるようになった。大臣たちと議論を約束したが、武帝の面前で話をする際になって大臣との約束を翻して武帝の意向に沿うようにしたことがあった。汲黯は「斉の人間は偽りが多く人情が無いという。先に我々と建議したのにそれに背くのは不誠実ではないか」と朝廷で彼を責めた。武帝がそのことを公孫弘に尋ねると、「私を知る者は私を誠実だと思うでしょう。私を知らない者は私を不誠実だと思うでしょう」と答え、武帝もそのとおりだと思い、その後武帝の寵臣が公孫弘を悪く言っても、武帝は公孫弘を余計に厚遇するようになった。
元朔3年（紀元前126年）、御史大夫に昇進した。当時、蒼海郡を置き、朔方郡を作っていたが、公孫弘はこれを諌めていた。武帝は朱買臣に論難させ、公孫弘は10のうち1も答えられなかった。公孫弘は「私は山東の田舎者でして、これほど利点があるとは思いませんでした。西南夷と蒼海を止めて朔方に専念することを願います」と言い、武帝はこれを許した。
汲黯は、公孫弘が奉禄が多い三公にありながら粗末な衣服を身にまとうのは詐術である、と言った。この件を武帝が公孫弘に尋ねると、「誠にその通りです。管仲が斉の桓公の宰相となった時には妻を3人娶るなど君主にも等しい行いがありましたが、桓公は覇者となりました。晏嬰が景公の宰相となった時には、つましい生活をしましたが斉は良く治まりました」と述べたので、武帝は謙譲の気持ちがあるものと感じ、ますます彼を賢明であると思った。
元朔5年（紀元前124年）、丞相となった。それ以前は列侯が丞相となるのが常であったが、公孫弘は列侯ではなかったため、武帝は公孫弘を平津侯に封じた。それ以降、丞相になると列侯に封じられるのが定例となった。公孫弘は丞相府に客館を開き、賓客を招いて謀議に参与させた。
公孫弘は粗末な生活を続けたが、一方で裏表があり、自分と仲が悪い者は表向き上手く付き合っても、後で必ず報復した。主父偃を殺したり、董仲舒を左遷したのは公孫弘の力によるものであった。
元狩元年（紀元前122年）の淮南王劉安らの謀反事件の際、公孫弘は病床にあったが、大臣の実力がないから謀反が起こったものであり、このまま病死してはその責めを負うこともできないと考えて列侯を返上し辞職せんと願った。武帝は慰留し、その後病気が癒え政務に復帰した。
公孫弘は元狩2年（紀元前121年）、80歳で死去し、献侯と諡された。彼の死後、丞相府の客館は使われずに放棄され、最後には取り壊されて厩や奴婢の居室となった。
子の公孫度が列侯を継いだが、山陽太守の時に罪があり労役刑に処せられ、列侯を剥奪された。
王莽が権力を握った元始年間、功臣を称揚するため、公孫弘の子孫の嫡統に関内侯が贈られた。

## 関連資料
- 司馬遷著『史記』巻112平津侯主父列伝
- 班固著『漢書』巻6武帝紀、巻18外戚恩沢侯表、巻19下百官公卿表下、巻58公孫弘伝